# 鋒齒半齧脂鯉
鋒齒半齧脂鯉，為輻鰭魚綱脂鯉目脂鯉亞目脂鯉科的其中一個種，分布於南美洲哥倫比亞馬格達萊納河及La Miel河流域，體長可達9.9公分，棲息在底中層水域，生活習性不明。